# Mario Millini
Mario Millini (9 lutego 1677 w Rzymie, zm. 25 lipca 1756 tamże) – włoski kardynał.

## Życiorys
Urodził się 9 lipca 1677 roku w Rzymie, jako syn Pietra Paola Milliniego i Giulii Cevoli. Studiował na La Sapienzy, gdzie uzyskał doktorat. Następnie wstąpił do Kurii Rzymskiej i został referendarzem Najwyższego Trybunału Sygnatury Apostolskiej, regentem Penitencjarii Apostolskiej oraz audytorem i ostatecznie dziekanem Roty Rzymskiej. 10 kwietnia 1747 roku został kreowany kardynałem prezbiterem i otrzymał kościół tytularny Santa Prisca. W 1748 roku został posłem pełnomocnym Austrii przy Stolicy Apostolskiej, a pięć lat później – prefektem Kongregacji Soborowej. Zmarł 25 lipca 1756 roku w Rzymie.